# ヘイニー・コンクリン
ヘイニー・コンクリン（Heinie Conklin、1886年7月16日 - 1959年7月30日）は、アメリカ合衆国の俳優。カリフォルニア州サンフランシスコ出身。誕生名はチャールズ・ジョン・コンクリン (Charles John Conklin) 。マック・セネットの喜劇映画の常連で、キーストン社のコメディ映画で活躍した。中国風の口髭がトレードマーク。のちにチャールズ・チャップリンの作品にも出演した。

## 出演作品
- チャップリンの黄金狂時代（1925年）鉱山師
- サーカス（1928年）ピエロ
- 西部戦線異状なし（1930年）ハマッヘル・ヨオゼフ
- シマロン（1931年）
- 暗黒の復讐（1931年）消防夫
- 天使の花園（1936年）公園のベンチの放浪者
- モダン・タイムス（1936年）流れ作業の工員
- オーケストラの少女（1937年）ベン・デイビス（ヴァイオリニスト）
- ロイドのエヂプト博士（1938年）看板絵師
- 西部の男（1940年）
- 幽霊紐育を歩く（1941年）レポーター
- 打撃王（1942年）
- 我等の生涯の最良の年（1946年）客